# ينس مايكل لوند
ينس مايكل لوند (بالنرويجية: Jens Michael Lund)‏ (و. 1872 – 1943 م) هو محامي، ومحرر نرويجي، توفي عن عمر يناهز 71 عاماً.

## مناصب
تولى منصب موفق مصالح النرويج ‏ (1 يناير 1916–1 مارس 1920).